# Mistrzostwa Europy w Lekkoatletyce 1978 – bieg na 110 m przez płotki mężczyzn

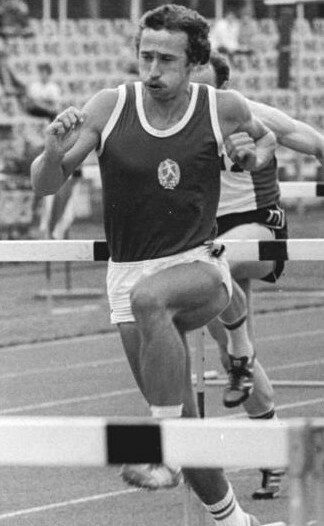
Thomas Munkelt

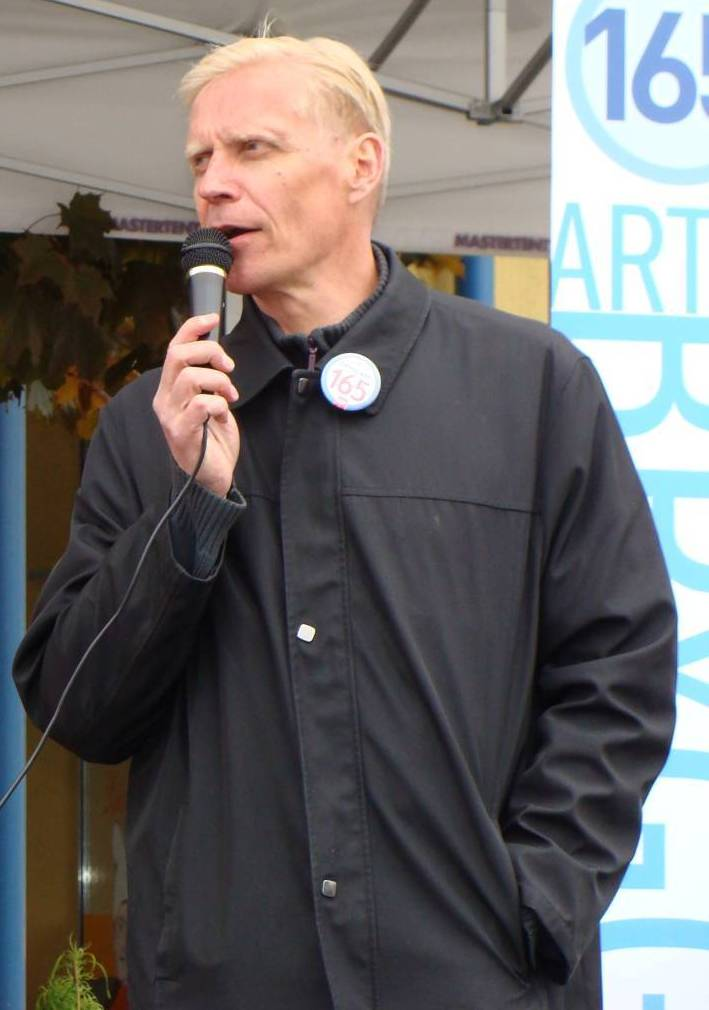
Arto Bryggare w 2009

Bieg na dystansie 110 metrów przez płotki mężczyzn był jedną z konkurencji rozgrywanych podczas XII mistrzostw Europy w Pradze. Biegi eliminacyjne zostały rozegrane 1 września, biegi półfinałowe 2 września, a bieg finałowy 3 września 1978 roku. Zwycięzcą tej konkurencji został reprezentant Niemieckiej Republiki Demokratycznej Thomas Munkelt. W rywalizacji wzięło udział dziewiętnastu zawodników z jedenastu reprezentacji.

## Rekordy
| Rekord świata     | Alejandro Casañas (CUB) | 13,21 | Sofia, Bułgaria        | 21.08.1977 |
| Rekord Europy     | Guy Drut (FRA)          | 13,28 | Saint-Étienne, Francja | 29.06.1975 |
| Rekord mistrzostw | Guy Drut (FRA)          | 13,40 | Rzym, Włochy           | 08.09.1974 |

## Wyniki

### Eliminacje
Rozegrano trzy biegi eliminacyjne. Do półfinałów awansowało po pięciu najlepszych zawodników każdego biegu eliminacyjnego (Q), a także jeden z pozostałych z najlepszym czasem (q).
Bieg 1
| Miejsce | Zawodnik         | Czas  | Uwagi |
| ------- | ---------------- | ----- | ----- |
| 1       | Wiktor Miasnikow | 13,76 | Q     |
| 2       | Arto Bryggare    | 13,83 | Q     |
| 3       | Romuald Giegiel  | 13,97 | Q     |
| 4       | Javier Moracho   | 14,15 | Q     |
| 5       | Július Ivan      | 14,22 | Q     |
| 6       | Petar Vukičević  | 14,25 |       |

Bieg 2
| Miejsce | Zawodnik              | Czas  | Uwagi |
| ------- | --------------------- | ----- | ----- |
| 1       | Thomas Munkelt        | 13,62 | Q     |
| 2       | Giuseppe Buttari      | 13,81 | Q     |
| 3       | Eduard Pieriewierziew | 13,86 | Q     |
| 4       | Dieter Gebhard        | 14,05 | Q     |
| 5       | Mark Holtom           | 14,12 | Q     |
| 6       | Juan Lloveras         | 14,17 |       |
| 7       | Jiří Čeřovský         | 14,36 |       |

Bieg 3
| Miejsce | Zawodnik              | Czas  | Uwagi |
| ------- | --------------------- | ----- | ----- |
| 1       | Jan Pusty             | 13,81 | Q     |
| 2       | Wiaczesław Kulebiakin | 13,95 | Q     |
| 3       | Berwyn Price          | 14,00 | Q     |
| 4       | Borisav Pisić         | 14,02 | Q     |
| 5       | Petros Ewripidu       | 14,11 | Q     |
| 6       | Petr Čech             | 14,13 | q     |

### Półfinały
Rozegrano dwa półfinały. Do finału awansowało po czterech najlepszych zawodników każdego biegu półfinałowego (Q).
Półfinał 1
| Miejsce | Zawodnik              | Czas  | Uwagi |
| ------- | --------------------- | ----- | ----- |
| 1       | Thomas Munkelt        | 13,50 | Q     |
| 2       | Giuseppe Buttari      | 13,74 | Q     |
| 3       | Eduard Pieriewierziew | 13,78 | Q     |
| 4       | Romuald Giegiel       | 13,97 | Q     |
| 5       | Borisav Pisić         | 14,01 |       |
| 6       | Javier Moracho        | 14,16 |       |
| 7       | Petr Čech             | 14,20 |       |
| 8       | Mark Holtom           | 14,27 |       |

Półfinał 2
| Miejsce | Zawodnik              | Czas  | Uwagi |
| ------- | --------------------- | ----- | ----- |
| 1       | Jan Pusty             | 13,75 | Q     |
| 2       | Arto Bryggare         | 13,78 | Q     |
| 3       | Wiaczesław Kulebiakin | 13,94 | Q     |
| 4       | Dieter Gebhard        | 13,95 | Q     |
| 5       | Berwyn Price          | 14,01 |       |
| 6       | Petros Ewripidu       | 14,16 |       |
| 7       | Július Ivan           | 14,29 |       |
| –       | Wiktor Miasnikow      | DNF   |       |

### Finał
| Miejsce | Zawodnik              | Czas  |
| ------- | --------------------- | ----- |
| 1       | Thomas Munkelt        | 13,54 |
| 2       | Jan Pusty             | 13,55 |
| 3       | Arto Bryggare         | 13,56 |
| 4       | Giuseppe Buttari      | 13,78 |
| 5       | Eduard Pieriewierziew | 13,83 |
| 6       | Wiaczesław Kulebiakin | 13,90 |
| 7       | Romuald Giegiel       | 13,91 |
| 8       | Dieter Gebhard        | 13,94 |